# Asplenium hybridum
Asplenium hybridum är en svartbräkenväxtart som först beskrevs av Carl August Julius Milde, och fick sitt nu gällande namn av A. J. Bange. Asplenium hybridum ingår i släktet Asplenium och familjen Aspleniaceae. Inga underarter finns listade.